# Network Rail
Network Rail — британська компанія, власник і оператор залізничної інфраструктури у Великій Британії (за винятком Північної Ірландії). Обслуговує компанії на ринку пасажирських та вантажних перевезень залізницею. Створена в 2002 році замість ліквідованої державної компанії Railtrack. Штаб-квартира - в Лондоні.
Майно підприємства становлять залізничні колії загальною протяжністю понад 30 тисяч км, система сигналізації, мости, шляхопроводи, тунелі і близько 2500 станцій. 17 найбільших вокзалів країни (11 з яких розташовані в Лондоні) управляються оператором безпосередньо. Станом на 2013 рік мережа залізниць розділена на 10 маршрутів: по одному в Шотландії та Уельсі, і 8 маршрутів в Англії, кожен з яких має свій початок у Лондоні.
Щоб впоратися зі швидко зростаючою кількістю пасажирів, Network Rail, на 2020 рік, проводить програму модернізації мережі на суму 38 мільярдів фунтів стерлінгів, включаючи Crossrail, електрифікацію ліній та модернізацію Thameslink.

## Провідні станції
- Бірмінгем-Нью-стріт
- Бристоль-Темпл-Мідс
- Клепгем-Джанкшен
- Едінбург-Веверлі
- Глазго-Центральний
- Гілфорд
- Лідс
- Ліверпуль-Лайм-стріт
- Манчестер-Пікаділлі
- Редінг

Лондонський залізничний вузол
- Лондон-брідж
- Кеннон-стріт
- Чарінг-кросс
- Юстон
- Кінгс-кросс
- Ліверпуль-стріт
- Паддінгтон
- Сент-Панкрас
- Лондон-Вікторія
- Лондон-Ватерлоо

## Рухомий склад
| Клас            | Фото                                                                   | Тип                  | Рік введення                                | Кількість                       |
| --------------- | ---------------------------------------------------------------------- | -------------------- | ------------------------------------------- | ------------------------------- |
| Class 08        |                                                                        | Маневровий локомотив | 1952–62                                     | 1                               |
| Class 73        | Sidings near Tonbridge Railway Station (1) – geograph.org.uk – 1344835 | електротепловоз      | 1962,1965–1967                              | 3                               |
| Class 97        |                                                                        | тепловоз             | 1960–65                                     | 4                               |
| Class 313       | Willesden Junction station MMB 55 Willesden TMD 313121 172101          | електропоїзд         | 1976–77                                     | 1                               |
| NMT             | 43062 at Kings Cross 1                                                 | Швидкісний поїзд     | 2003 (збудований між 1975 & 1982)           | 1 (3 Class 43 головних вагонів) |
| MPV             |                                                                        | електропоїзд         | 1999                                        | 50                              |
| Class 950       | Hugh llewelyn 950 001 (6601371065)                                     | дизель-поїзд         | 1987                                        | 1                               |
| Mark 2 Carriage |                                                                        | вагон                | 1963–75                                     |                                 |
| DBSO            | Bristol Temple Meads railway station MMB 51                            | головний вагон       | 2007 (перетворено з BSO в 1979, та 1985–86) | 5                               |
| DVT             |                                                                        | головний вагон       | 2013                                        | 4                               |